# José Calderón (Basketballspieler)
José Manuel Calderón Borrallo (* 28. September 1981 in Villanueva de la Serena) ist ein ehemaliger spanischer Basketballspieler, der den Großteil seiner Karriere in der nordamerikanischen NBA aktiv war. Calderón ist 1,91 Meter groß und spielte auf der Position des Point Guards.

## Laufbahn

### Verein
Calderón begann seine Laufbahn in seiner Heimatstadt in der Jugend von Doncel La Serena. Noch während seiner Juniorenzeit wechselte er in den Nachwuchs des Traditionsklubs Saski Baskonia. Der Verein aus Vitoria-Gasteiz, der seinerzeit unter dem Namen TAU Cerámica antrat, verlieh Calderón für die Spielzeit 1998/99 an den Zweitdivisionär Diputación Foral Alava. In der Folgesaison wechselte der junge Point Guard innerhalb der Liga, ebenfalls auf Leihbasis, zu CB Lucentum Alicante, mit dem ihm auf Anhieb der Aufstieg in die Liga ACB gelang. Am 15. Oktober 2000 feierte der 19-jährige Calderón sein Debüt in der ersten Spielklasse und beendete die Saison als Stammspieler mit 8,6 Punkten und 1,4 Assists pro Spiel. Im Sommer 2001 verlieh Saski Baskonia ihn für ein Jahr an Baloncesto Fuenlabrada, wo er erneut eine starke Saison spielte. Ab der Spielzeit 2002/03 kehrte er nach vier Leihjahren zu den Basken zurück, wo er zu Beginn zumeist von der Bank kam und Elmer Bennett den Vorzug als Stamm-Point-Guard lassen musste. Sein Durchbruch gelang ihm in der Saison 2003/04, als Stammspieler gewann er mit seinem Klub durch ein 81:77 im Endspiel gegen Joventut de Badalona den spanischen Pokal. In der Spielzeit 2004/05 erreichte die Mannschaft unter seiner Führung als Spielmacher das Finale der EuroLeague, in dem man jedoch Maccabi Tel Aviv mit 78:90 unterlag. Calderón verbuchte in der Saison 2003/04 mit 12,4 Punkten und drei Korbvorlagen je Begegnung seine höchsten Mittelwerte in der Liga ACB.
Im August 2005 wechselte Calderón als Free Agent zu den Toronto Raptors in die NBA. In der Saison 2007/2008 lag Calderon in der statistischen Wertung Korbvorlagen pro Ballverlust in der Liga auf dem ersten Rang. Während der Folgesaison stellte er, zusammen mit drei Treffern aus der Spielzeit 2007/08, eine Bestmarke von 87 in Serie verwandelten Freiwürfen auf, was bis dahin die zweitlängste derartigen Serie der NBA-Geschichte bedeutete. Während der gesamten Saison erreichte er eine Freiwurfquote von 98,1 % (151 von 154 verwandelt) und stellte damit einen neuen NBA-Rekord auf.

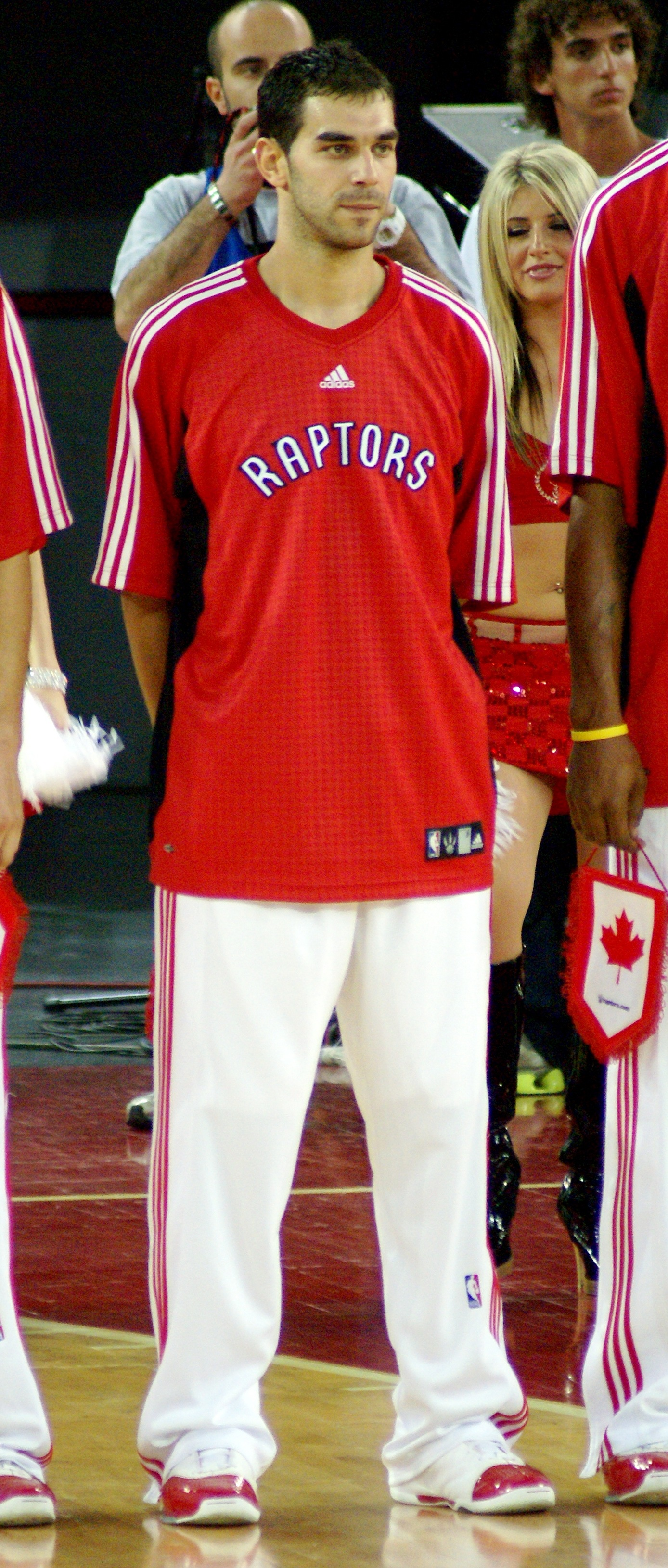
Calderón im Trikot der Raptors (2007)

Am 13. November 2012 erzielte Calderón das erste Triple-Double seiner Karriere, als er gegen die Indiana Pacers 13 Punkte sowie jeweils 10 Assists und Rebounds erreichte. Nur fünf Tage später gelangen ihm 18 von 22 Assists seiner Mannschaft gegen die Orlando Magic. Dass er damit 81,8 Prozent der Korbvorlagen seiner Mannschaft während eines Spiels erzielte, bedeutete einen neuen Franchise-Rekord für die Kanadier, die vorherige Bestmarke hielt vor Calderón seit dem 27. Dezember 1996 Damon Stoudamire mit 8 von 10 Assists (80 %) gegen die Washington Bullets. Der Spanier setzte sich in der Gesamtbestenliste der Toronto Raptors mit 3770 Korbvorlagen an die Spitze und hatte diesen Platz auch noch inne, als er 2019 als Spieler zurücktrat.
Am 30. Januar 2013 wurde Calderon zu den Detroit Pistons transferiert. Im Gegenzug wechselten unter anderem Rudy Gay zu den Toronto Raptors und Tayshaun Prince zu den Memphis Grizzlies. Am 5. Juli 2013 wechselte Calderón als Free Agent zu den Dallas Mavericks, wo er einen Vierjahresvertrag unterzeichnete. Calderon absolvierte 81 Spiele für die Texaner und erreichte mit diesen die Playoffs, wo man in der ersten Runde gegen die San Antonio Spurs (3:4-Siege) unterlag.
Im Juni 2014 wurde Calderon, gemeinsam mit drei weiteren Spielern und Draft-Auswahlrechten, zu den New York Knicks transferiert. Im Gegenzug wechselten Tyson Chandler und Raymond Felton nach Dallas.
Am 22. Juni 2016 wurde Calderón mit Jerian Grant und Robin Lopez gegen Derrick Rose, Justin Holiday und einem Draft-Zweitrundenauswahlrecht 2017 an die Chicago Bulls abgegeben. Am 7. Juli 2016 wurde Calderón an die Los Angeles Lakers weitergereicht, im Gegenzug erhielten die Bulls die Rechte an Ater Majok sowie Draft-Zweitrundenauswahlrechte, die zuvor Chicago und den Denver Nuggets gehörten.
Nach Ablauf seines Vertrags im Sommer 2017 unterschrieb Calderon einen Einjahresvertrag bei den Cleveland Cavaliers. Mit Cleveland erreichte Calderon im selben Jahr die NBA-Finalserie, in der die Cavaliers mit 0:4-Spielen gegen die Golden State Warriors verloren. Im folgenden Sommer unterzeichnete Calderon erneut als Free Agent einen Einjahresvertrag bei den Detroit Pistons. Im November 2019 gab er das Ende seiner Spielerlaufbahn bekannt.

### Nationalmannschaft
Calderón spielte bereits als Jugendlicher für sein Land und war Teil der Goldenen Generation, die Ende der 1990er Jahre mehrere Nachwuchserfolge feierte. Neben ihm sind Spieler wie Pau Gasol, Juan Carlos Navarro, Raül López, Felipe Reyes, Berni Rodríguez oder Carlos Cabezas aus jenem Jahrgang zu nennen. Den ersten Erfolg feierte Calderón beim prestigeträchtigen Albert-Schweitzer-Turnier 1998, bei dem er mit der U-18 den Titel gewann. Im selben Jahr gewann er mit Spanien auch die Goldmedaille bei der U18-EM. Im Sommer 2000 holte er mit der U20 die Bronzemedaille bei der Europameisterschaft.
Sein Debüt in der A-Nationalmannschaft feierte er am 20. August 2002 in einem Freundschaftsspiel gegen Kroatien. Im selben Jahr war er Teil des Aufgebots der Spanier für die Basketball-Weltmeisterschaft 2002. Der erste Erfolg gelang bei der Europameisterschaft 2003, wo Calderón mit Spanien die Silbermedaille holte. Drei Jahre später holte er mit der Auswahl die Goldmedaille bei der Weltmeisterschaft. Weitere Erfolge sind der EM-Titel 2011 sowie die Silbermedaillen bei den Olympischen Sommerspielen 2008, den Olympischen Sommerspielen 2012 und bei der EM 2007. Bei der Europameisterschaft 2013 gewann er mit der Nationalmannschaft Bronze. Calderón bestritt 193 Länderspiele für Spanien.

## Nach der Spielerlaufbahn
Calderón wurde für die Spielergewerkschaft NBPA und beratend für das Technologieunternehmen Sngular tätig. Im Januar 2022 wurde er Sonderberater der Cleveland Cavaliers.

## Erfolge

### NBA
- 87 verwandelte Freiwürfe in Folge in der Hauptrunde (zweitlängste Freiwurfserie der NBA-Geschichte)[19]

### TAU Vitoria
- Spanischer Pokal 2003/04

### Nationalmannschaft
- Weltmeister 2006
- Europameister 2011
- Silber bei den Olympischen Spielen 2008 und 2012
- Silber bei den Europameisterschaften 2003 und 2007
- Bronze bei den Europameisterschaften 2013
- Bronze bei der U20-Europameisterschaft 2000
- U18-Europameister 1998
- Sieger des Albert-Schweitzer-Turniers 1998

## Sonstiges
Calderón ist Athletenbotschafter der Entwicklungshilfeorganisation Right To Play.